# رزهای انگلیسی
رزهای انگلیسی (به انگلیسی: The English Roses) کتاب عکس برای کودکان است که بدست سرگرمی‌ساز آمریکایی مدونا نوشته شده و در ۱۵ سپتامبر ۲۰۰۳، توسط کالاوی آرتس اند اینترتینمنت منتشر شده‌است.